# Fotella olivioides
Fotella olivioides là một loài bướm đêm trong họ Noctuidae.